# Californication (série de televisão)
Californication é  uma série de televisão americana criada por Tom Kapinos que estreou em 2007 pelo canal Showtime. Já foi indicada para diversos prêmios e vencedora de um prêmio  Emmy e de um Globo de Ouro. O programa transmite os desafios diários do escritor de romances Hank Moody (David Duchovny) que passa por um bloqueio criativo que o impede de escrever. E Hank, embora mostre intenções de ser um bom homem, tem sérios vícios com álcool, drogas e sexo. Mas se adapta a uma nova vida desafiante na California pra tentar reconstruir sua família com Karen (Natascha McElhone), sua ex-namorada e mãe de sua filha Becca (Madeleine Martin). No Brasil, era exibida pela Warner Channel agora no I.Sat e SBT. Em Portugal, foi exibida desde de 31 de janeiro de 2008 no canal FX e desde o dia 14 de abril de 2008 na RTP2. A série totaliza sete temporadas completas, tendo sua última sido exibida no dia 29 de junho de 2014. Disponível na prime vídeos (Paramount).

## Enredo
Protagonizado por David Duchovny, conhecido no Brasil por interpretar Fox Mulder em Arquivo X, Californication conta a história de Hank Moody, um escritor de sucesso nova-iorquino que passa a viver em Los Angeles ao mesmo tempo em que sofre uma crise de inspiração e tenta reconquistar o amor de sua vida, Karen, além de ter de lidar com o comportamento rebelde e precoce da filha Becca, para isso conta com a ajuda de seu agente e melhor amigo Charlie Runkle.

## Personagens
- Hank Moody (David Duchovny)
- Karen Van Der Beek (Natascha McElhone) - Ex-mulher  de Hank.
- Charlie Runkle (Evan Handler) - Amigo e agente de Hank.
- Rebecca "Becca" Moody (Madeleine Martin) - Filha de de Hank e Karen.
- Mia Lewis (Madeline Zima) - Filha de Bill.
- Marcy Runkle (Pamela Adlon) - Ex-Mulher de Charlie.
- Dani California (Rachel Miner) - Secretária de Charlie.
- Bill Lewis (Damian Young) - Ex-Marido de Karen.
- Sonja (Paula Marshall) - Amiga de Karen que tem um caso com Hank.
- Lew Ashby (Callum Keith Rennie) - Produtor musical amigo de Hank.
- Daisy (Carla Gallo) - Atriz pornô agenciada pelo Charlie.

## Controvérsia com os Red Hot Chili Peppers
Em 19 de Novembro de 2007, a banda Red Hot Chili Peppers entrou com uma ação judicial contra o Showtime em relação ao nome do show, que também é o nome do álbum e da canção do grupo. Eles afirmam na ação que a série "constitui uma falsa denominação de origem, e tem causado e continua a causar um risco de confusão, engano, e quanto à origem, patrocínio, associação e/ou de conexão nas mentes do público". E por causa dessa acusação deveria se providenciar um novo nome para a série.[carece de fontes?]

## Recepção da crítica
Em sua primeira temporada, Californication teve recepção geralmente favorável por parte da crítica especializada. Com base de 24 avaliações profissionais, alcançou uma pontuação de 70% no Metacritic. Por votos dos usuários do site, atinge uma nota de 8.5, usada para avaliar a recepção do público.